# 最終列車 (MUCCの曲)
「最終列車」は、ムックの11枚目のシングル。2005年10月19日発売。発売元はユニバーサルミュージック。

## 概要
- PV監督はセキ★リュウジ。
- ムックが「一度原点に立ち帰る」というコンセプトの下に作られた曲。
- テレビ東京系「LIVE BANG!」10月度オープニングテーマ。

## 収録曲
1. 最終列車(3:57)
（作詞：逹瑯、作曲：ミヤ、編曲：ミヤ・岡野ハジメ）
2. 茜空(4:56)
（作詞：ミヤ、作曲：SATOち、編曲：ミヤ）

## カバー
最終列車
- THE BACK HORN - 2017年11月22日発売の『TRIBUTE OF MUCC -縁[en]-』に収録。